# Nuto Santana
Nuto Santana (Itirapina, 5 de setembro de 1889 - São Paulo, 2 de janeiro de 1975) é o pseudônimo de Benevenuto Silvério de Arruda Sant’Anna, historiador, jornalista e escritor brasileiro.

## Biografia
Era filho de Joaquim Silvério de Santana Júnior e Francisca de Arruda Penteado Santana. Iniciou no jornalismo na cidade de São Carlos no jornal O Alfa e, ainda nesta profissão, mudou-se em 1910 para a capital do Estado, trabalhando então como redator do Correio Paulistano, no setor bibliográfico.
Essa experiência familiarizou-o com a pesquisa e deu-lhe o embasamento para o trabalho como historiador que exerceu em paralelo às suas atividades. Colaborou com O Estado de S. Paulo e, junto com seu irmão Leopoldo, fundou um jornal em 1930 denominado O Dia. Foi fundador e diretor da Revista do Arquivo Municipal de São Paulo, que depois ficou sob orientação de Sérgio Milliet. Organizou e publicou a série de doze volumes "Documentos interessantes, inventários e testamentos e sesmarias", do Instituto Histórico e Geográfico de São Paulo.

## Instituições
Nuto Santana foi Membro efetivo da Academia Paulista de Letras, ocupando a Cadeira 7.
Foi chefe da Seção de Documentação Histórica do Departamento de Cultura da Prefeitura Municipal de São Paulo, na década de 1930.

### Artigos
- O regente do coro da Sé. O Estado de S. Paulo, ano 64, n.21.150, p. 4, 14 set. 1938

## Homenagens
- Dá nome à Biblioteca Nuto Sant’Anna, na capital paulista.